# Čret Bisaški
Čret Bisaški falu Horvátországban Varasd megyében. Közigazgatásilag Breznicához tartozik.

## Fekvése
Varasdtól 29 km-re délre, községközpontjától 3 km-re délkeletre a Lónya folyó partján, az A4-es autópálya mellett fekszik.

## Története
Lakosságát 1900-ban számlálták meg először önállóan, ekkor 28-an lakták. 1910-ben 21 lakosa volt. 1920-ig Varasd vármegye Novi Marofi járásához tartozott. 2001-ben 7 háztartása és 24 lakosa volt.

## Külső hivatkozások
- Breznica község hivatalos oldala
- A bisagi plébánia honlapja